# Коп, Эдвард
Э́двард Дри́нкер Коп (англ. Edward Drinker Соре; 28 июля 1840 — 12 апреля 1897) — североамериканский натуралист, палеонтолог и сравнительный анатом, член Национальной академии наук США, многих других американских и европейских академий. Получил золотую медаль Бигсби от Лондонского геологического общества (1879) за вклад в изучение палеонтологии позвоночных.

## Биография

### Ранние годы

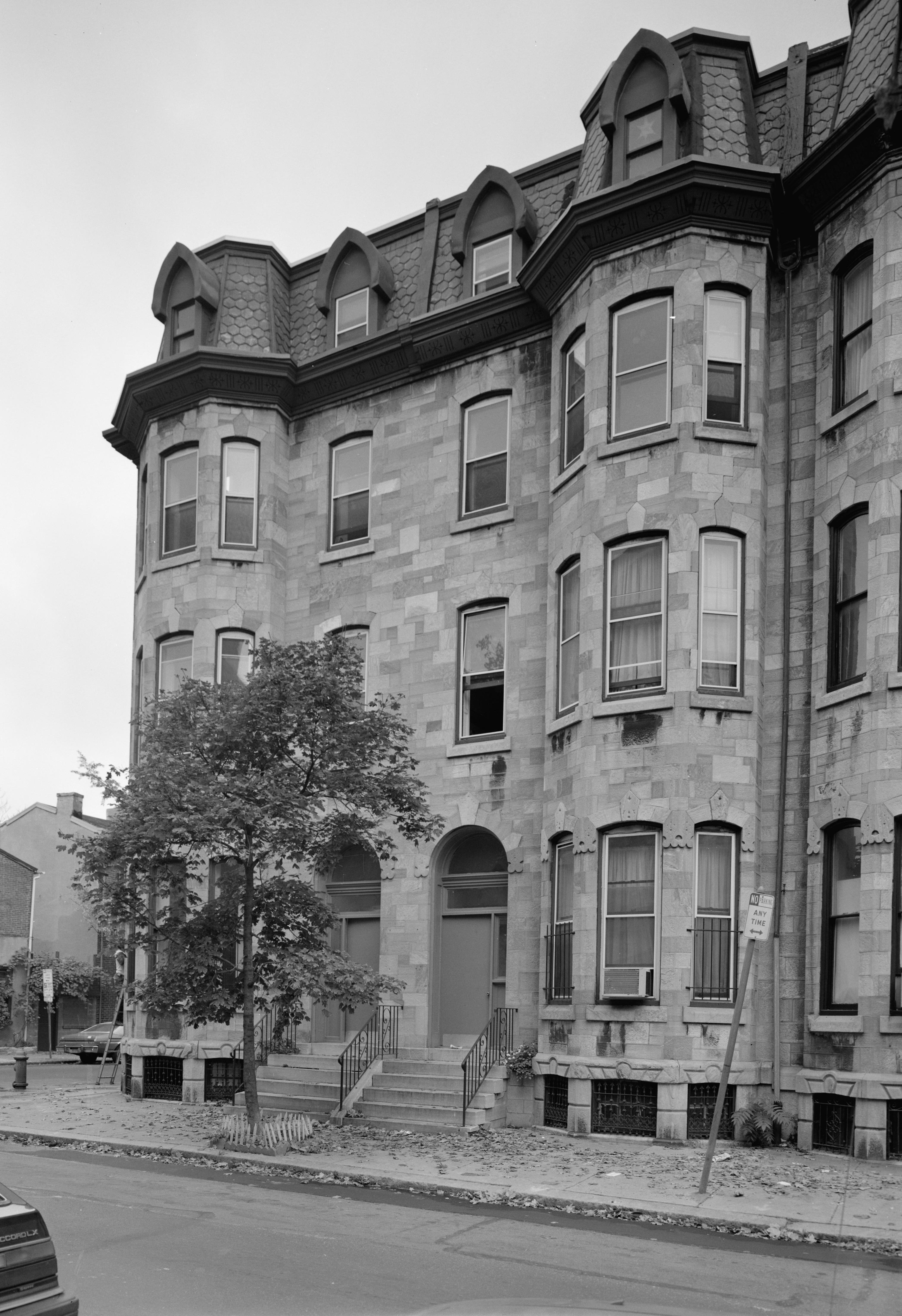
Дом, в котором жил Эдвард Коп

Эдвард Дринкер Коп родился 28 июля 1840 года в окрестностях Филадельфии, был первенцем в обеспеченной семье Альфреда и Ханны Эдж Коп. Отец, ортодоксальный член Религиозного общества друзей (квакеров), управлял прибыльным судоходным бизнесом, основанным его отцом Томасом П. Копом в 1821 году. Помимо своего бизнеса, он был хорошо известен как филантроп, помогавший Обществу друзей, Филадельфийскому зоосаду и Институту цветной молодёжи. Мать, домохозяйка, умерла после рождения третьего ребёнка в 1843 году, когда Эдварду ещё не исполнилось трёх лет. Это трагическое событие, по всей видимости, мало повлияла на юного Эдварда, поскольку в своих письмах он упоминал, что не помнит её. При этом он тепло отзывался о своей мачехе Ребекке Биддл и сводном брате Джеймсе.
В детстве Эдвард был достаточно энергичным ребёнком, обладал почти фотографической памятью, интересовался окружающим миром. Обучаясь дома у старших родственников, он к шести годам уже вполне мог читать, писать, строить сложные предложения. Ему также удавалось точно изображать растения и животных. Родители не только учили мальчика чтению и письму, но и путешествовали вместе с ним по различным общественным местам Новой Англии: садам, зоопаркам и музеям.
Отец планировал дать своему сыну такое же образование, которое получил он сам. В возрасте девяти лет Эдварда отправили в дневную школу в Филадельфии; в 12 лет он поступил в школу-интернат «Friends» в Весттауне (рядом с Уэст-Честером, штат Пенсильвания) — престижное учебное заведение, основанное в 1799 году квакерами, где традиционно обучались члены семьи Копов. В первый год учёбы Эдвард изучал алгебру, химию, Священное Писание, физиологию, грамматику, астрономию и латынь. Его письма домой с просьбами об увеличении содержания свидетельствуют о том, что мальчик мог манипулировать отцом, и, по словам Джейн Дэвидсон, автора и биографа Копа, был «немного избалованным мальчишкой». Он также жаловался на одиночество — это был первый раз, когда он надолго уехал из дома. Преподаватели оценивали поведение мальчика как «не совсем идеальное» или «не совсем удовлетворительное», что было типичным для учащихся заведения. Они также указывали на отсутствие усердия на уроках чистописания, что, возможно, способствовало тому, что почерк Копа в зрелом возрасте часто оказывался неразборчивым.
После первого года обучения Эдвард сделал перерыв, после чего в 1855 году ещё на два года вернулся в интернат, на этот раз в сопровождении двух своих сестёр — Элизабет (род. в 1841) и Мэри Анне (род. в 1843). Теперь его больше интересовала биология; в свободное время он также изучал учебники по естествознанию и часто посещал Академию естественных наук в Филадельфии. В этот год впервые проявился конфликтный и вспыльчивый характер Копа: он нередко раздражался по различным поводам и как следствие получал неудовлетворительные оценки по поведению. После ухода на летние каникулы в 1856 году Эдвард больше в школу не возвращался. Отец попытался сделать из него фермера: как он считал, эта профессия поможет ему вести комфортную жизнь и укрепить здоровье. Сам Эдвард считал профессию «ужасно скучной» и, судя по письмам отцу, стремился к более профессиональной научной карьере.
Занимаясь сельским хозяйством, Эдвард попутно продолжил самообразование. В 1858 году он устроился на неполный рабочий день в Академию естественных наук, где занялся классификацией и каталогизацией образцов, и уже в январе следующего, 1859 года, опубликовал первую серию результатов своих исследований. Попутно он брал уроки французского и немецкого языков у своего бывшего учителя из Весттауна, чтобы иметь возможность читать необходимую научную литературу. Отец скептически относился к выбору сына, но всё же оплачивал его уроки. В один момент Эдвард оставил земледелие и нанял на свою ферму управляющего, фактически сдав в аренду подаренный ему отцом участок земли. Вырученные деньги он тратил на продолжение научных изысканий.
В конце концов Альфред уступил желанию Эдварда и оплатил ему занятия в университете. В 1861—1862 годах младший Коп прослушал в Университете Пенсильвании курс по анатомии, который читал один из самых влиятельных анатомов и палеонтологов того времени, профессор Джозеф Лейди. По настоянию профессора он приступил к изучению сравнительной анатомии и каталогизации герпетологической коллекции Академии естественных наук и стал членом этой организации. Это сотрудничество, а также приобретённое им в начале 1866 года членство в Американском философском обществе дало Копу возможность публиковать свои работы и сообщать об их результатах. В 1861—1866 годах вышел ряд статей молодого учёного, посвящённых пресмыкающимся и земноводным, начиная с работы по классификации семейства Salamandridae (саламандровых). Одновременно Коп подрабатывал в Смитсоновском институте, где помимо прочего познакомился со Спенсером Бэрдом, экспертом в области орнитологии и ихтиологии.

### Поездки в Европу
Начавшаяся в 1861 году Гражданская война частично нарушила планы Копа: он не мог совершать поездки по стране с целью пополнения коллекций. Политические разногласия и армия его совершенно не интересовали, но на начальном этапе войны он был готов устроиться на службу в полевой госпиталь, если его призовут. Позже он признался отцу, что с бо́льшим удовольствием помогал бы освобождённым афроамериканцам на американском юге, чем раненым солдатам. Так или иначе, служить Эдварду не пришлось. Чтобы обезопасить сына от призыва, Альфред оплатил ему поездку в Европу в 1863—1864 годах, где он мог посетить наиболее престижные музеи и встретиться с ведущими учёными того времени.
С 1864 по 1867 годы — профессор Хаверфорд-колледжа в Филадельфии, позже — профессор геологии и палеонтологии в Пенсильванском университете. Проводил исследования в Канзасе, Вайоминге, Нью-Мексико, совершил ряд экспедиций в западные штаты. Результатом этих трудов было создание коллекции из более чем 1000 вымерших позвоночных, из которых Коп познакомил науку, по меньшей мере, с 600 видами. Им были открыты 56 видов динозавров, в том числе Camarasaurus supremus (1877), Amphicoelias altus (1878) и Coelophysis bauri (1887). Многие из этих животных описаны в докладах научным обществам в Филадельфии, в отчётах Геологической службы США и в других изданиях.
Эдвард Коп стал одним из пионеров изучения динозавров, а его раскопки в южном Нью-Джерси и западных штатах США рассматривают в настоящее время как краеугольный камень палеонтологии динозавров.
Начиная с 1869 года Коп напечатал ряд статей по вопросам эволюции; В 1887 году эти статьи были объединены под одним общим заглавием «The Origin of the Fittest: Essays in Evolution». Придерживался концепции о наследовании приобретённых признаков и стал, таким образом, одним из основоположников неоламаркизма в американской палеонтологии.
Эдвард Коп открыл несколько эволюционных законов, известных как «законы Копа».
В 1878 году ввёл отряд Theromorpha (соответствует современному классу синапсиды) с подразделением его на подотряды Pelycosauria и Anomodontia (последние соответствуют современному таксону терапсиды; согласно Копу, включали группы Dicynodontia и Theriodontia), указав при этом на систематическую близость Theromorpha и млекопитающих. Коп описал виды пеликозавров Clepsydrops collettii (1875) по находкам в Иллинойсе и Dimetrodon limbatus (1878) по находкам в Техасе.
Коп также издал исследования о рыбах, земноводных, пресмыкающихся и млекопитающих разных частей света и сделал наблюдения над анатомией этих животных, которые, в связи с его палеонтологическими исследованиями, привели его к новым взглядам на их систематизацию.
Эдвард Коп был одним из старших редакторов журнала «The American Naturalist».
Период соперничества Эдварда Копа с другим известным палеонтологом, Чарлзом Маршем, в американском палеонтологическом сообществе известен под названием «костяные войны». Оба учёных состязались в том, кто найдёт наиболее сенсационные остатки динозавров и других ископаемых позвоночных.

## Память
В 1994 году Луи Психойос и Джон Кнёббер в научно-популярной книге «Hunting Dinosaurs» рассказали о сделанном якобы годом ранее предложении известного американского палеонтолога Роберта Бэккера принять Эдварда Копа в качестве лектотипа таксона Homo sapiens и привели соответствующее описание черепа Копа. Данное предложение (которое, впрочем, в опубликованных Бэккером научных работах не встречается) принято не было, так как не соответствовала всем правилам зоологической номенклатуры. На роль типового экземпляра Homo sapiens предлагались также Боб Хоуп, Арнольд Шварценеггер и Ракель Уэлч, но приоритет имеет предложение, сделанное в 1959 году британским ботаником Уильямом Стерном: считать лектотипом вида Homo sapiens Карла Линнея, создателя современной системы биологической классификации.
6 ноября 2009 года в Филадельфии был торжественно открыл мемориал Эдварда Копа.
В честь Эдварда Копа был назван вымерший вид скатообразных Texatrygon copei Cappetta & Case, 1999.